# Killers (아이언 메이든의 음반)
《Killers》는 영국의 헤비 메탈 밴드 아이언 메이든의 두 번째 음반이다. 영국에서 1981년 2월 2일, 미국에서는 1981년 6월 6일에 발매되었다. 이 음반은 기타리스트 아드리안 스미스가 참여한 첫 번째 음반이자 보컬리스트 폴 디안노가 참여한 마지막 앨범이다. 폴은 알콜과 코카인 문제가 있었고 무대에서 문제를 일으켜 해고되었다. 베테랑 프로듀서인 마틴 버치가 처음으로 Maiden의 앨범에 참여하면서 밴드로서는 사운드적인 측면에서도 날개를 달게 된다. 마틴 버치는 이 앨범부터 1992년작 Fear of the Dark까지 메이든의 전성기 8장의 앨범을 작업하고 은퇴한다. 이 앨범의 사운드는 데뷔앨범보다 확실히 좋은데 이것은 명 프로듀서 마틴 버치가 참여해서 사운드를 보강하고 메이든의 연주를 명징하게 들리도록 조련했기 때문이다. 이 앨범의 곡들의 작곡이 데뷔앨범보다 훨씬 좋은 것이 아님에도 불구하고 더 좋게 들리는 이유다.
수록곡 중 "Warthchild"는 그들의 거의 모든 공연에서 연주되는 유일한 곡이다. 이 노래는 2003년 영국 메탈밴드 Sikth에 의해 커버되었고 그들의 비사이드 싱글 "Scent of the Obscene"에 수록되었다. 2005년에는 여성 트리뷰트 밴드 아이언 메이든즈(The Iron Maidens)의 2007년 앨범 Route 666에 커버되어 실렸고, 2008년에는 밴드 Gallows가 커버하여 트리뷰트 앨범 Maiden Heaven: A Tribute to Iron Maiden에 실렸다. "Warthchild"는 플레이스테이션 2 게임인 기타 히어로 앙코르 : 락스 더 80s(Guitar Hero Encore: Rocks the 80s)에 소개되었다.

## 역사

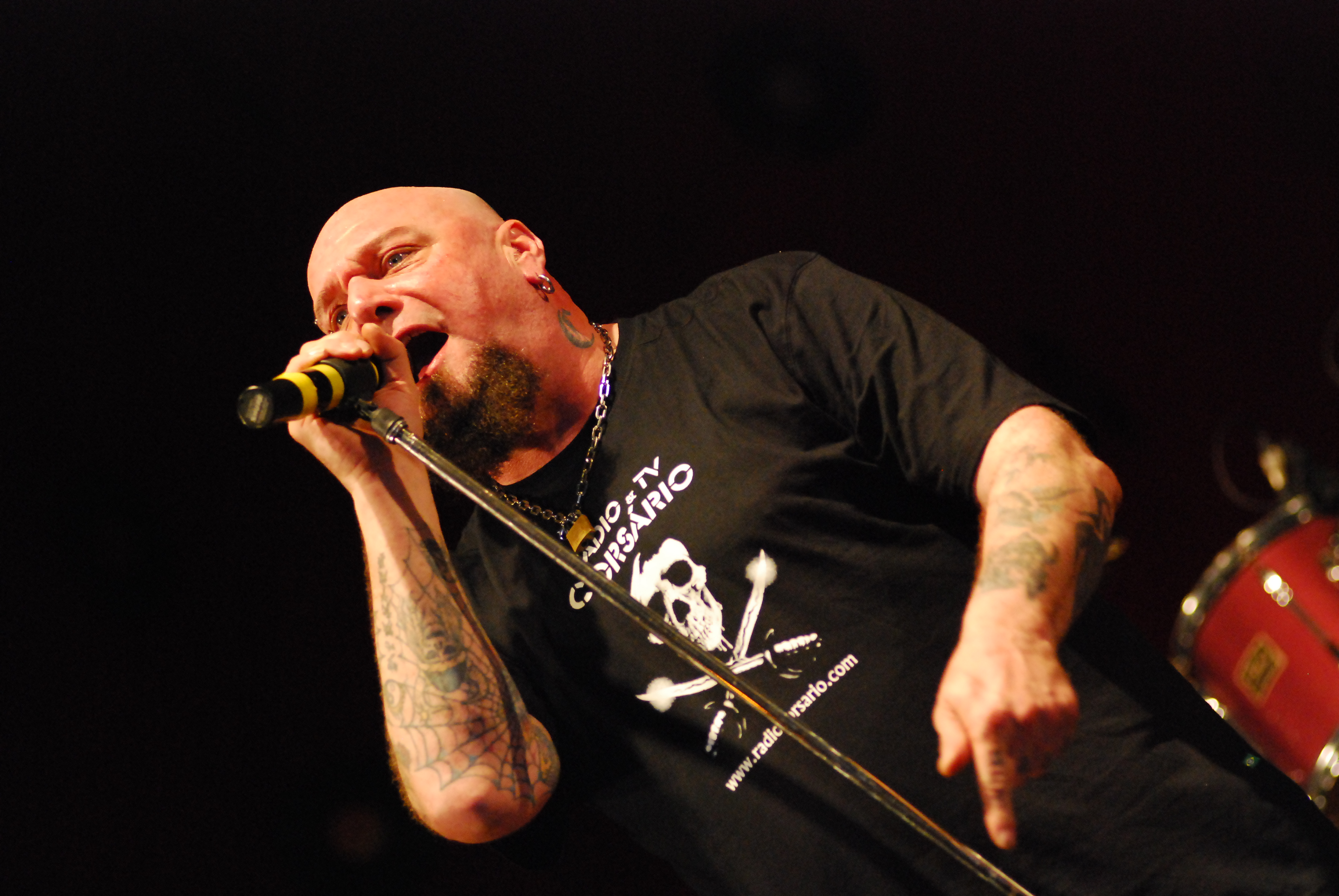
Killers는 보컬리스트 폴 디애노와 함께한 2번째이자 마지막 아이언 메이든의 앨범이었다.

Killers는 두곡의 연주곡이 등장하는 메이든의 유일한 앨범으로 대부분의 곡들을 Steve Harris 혼자 작곡하였다. 에드가 앨런 포의 동명의 소설인 모르그 가의 살인 사건(Murders in the Rue Morgue)과 Prodigal Son을 제외한 곡들은 1집 레코딩 작업 이전에 이미 다 써둔 곡들이었다. 다시 말해 이 앨범은 데뷔 앨범에서 밀려 못실린 곡을 실었다고 하니 당시 Steve의 창작력이 얼마나 대단했는지 알 수 있다.
새로운 기타리스트 Adrian Smith와 Dave Murray라는 헤비메탈 역사상 최강의 트윈기타 진용(주다스 프리스트의 Glenn Tipton과 K.K. Downing과 함께)이 짜여진 것도 앨범의 강점으로 작용했다. Steve Harris의 바쁘게 질주하는 베이스라인은 전체 음반에서 선명하게 들리는데 왜 그가 최고의 헤비메탈 베이시스트인지 잘 알 수 있다.
앨범의 가장 유명한 곡인 Wrathchild로부터 시작해서 앨범은 주제에 있어 일관성이 있다. 주로 살인자, 도망자 등 근본 뿌리로부터 떨어진 캐릭터들이 등장한다. "Murders in the Rue Morgue"는 포우의 단편을 1인칭 관점에서 들려주는 화자의 이야기로 Paul Di'Anno의 탁월성이 돋보이는 대표곡중 하나다. "Purgatory"는 귀에 잘들어오는 코러스와 Motorhead에 비견할 만한 스피드를 보여주고 있다. Supertramp를 듣는듯한 프록 팝을 연상시키는 "Prodigal Son"은 멜로딕한 업템포 곡으로 어쿠스틱 기타의 에레인지가 좋은 곡다.
전곡이 다 좋다고 할 수는 없지만 Killers는 전반적으로 최상급의 품질을 보여주며 이들이 위대한 밴드로 성장하는 기틀이 된 앨범다. 물론 소수다만 Bruce Dickinson 재적시기의 세련됨보다 Di'Anno가 재적했던 시절의 거친 느낌을 좋아하는 일부 팬들도 있다. 겨우 앨범두장을 낸 이 대단한 풋내기 밴드는 Killer 월드투어를 하는데 미국에서도 인정을 받으면서(빌보드 앨범차트 78위, 영국은 12위) 이어지는 명작들의 행진을 알리는 신호탄을 쏘게된다.

## 수록곡
1. "The Ides of March" (instrumental) 1:46
2. "Wrathchild" 2:54
3. "Murders in the Rue Morgue" 4:18
4. "Another Life" 3:22
5. "Genghis Khan" (instrumental) 3:06
6. "Innocent Exile" 3:53
7. "Killers"  	5:01
8. "Prodigal Son" 6:11
9. "Purgatory"  3:20
10. "Drifter"  4:48